# The Football Factory
The Football Factory è un film del 2004 diretto da Nick Love, tratto dall'omonimo romanzo (in italiano Fedeli alla tribù) scritto da John King.

## Trama
Tommy Johnson è un londinese alla soglia dei trent'anni con poche prospettive: un lavoro precario da fioraio, senza una fidanzata e con un nonno eroe della seconda guerra mondiale che tenta di convincerlo a seguirlo in Australia, dove entrambi hanno dei parenti, per cambiare vita. La sua grande passione è per il calcio ed in particolare l'aspetto violento: egli appartiene agli Headhunters, la firm dei sostenitori della squadra del Chelsea, i quali hanno una rivalità storica con i Bushwackers, omologhi hooligan, tifosi del Millwall.
La vicenda si svolge all'interno di una realtà fatta di furti, di alcolismo, di droga, di delinquenza diffusa e soprattutto di violenza, dalla quale nessuno dei componenti della firm sembra volersi distaccare; questa esplode prima della partita di FA Cup tra le due squadre, ma nemmeno questo cambierà il modo di vivere di Tommy e degli altri componenti della firm.

## Distribuzione
Il film non è mai uscito in Italia, ma è visibile in rete la versione originale sottotitolata.

## Colonna sonora
La colonna sonora del film è stata pubblicata nel 2004 in formato CD Audio da Vertigo.

### Tracce
1. Rennie Pilgrem - A Place Called Acid Part 3 - 6:25
2. The Jam - Going Underground - 3:05 - (Paul Weller)
3. Mogwai - Hunted By A Freak - 4:17
4. Primal Scream - Swastika Eyes - 3:56
5. The Rapture - House Of Jealous Lovers - 3:56
6. The Streets - You're Fit But You Know It - 3:41
7. Primal Scream - Miss Lucifer - 2:25
8. Watermellon
9. Stumble - ll
10. Borstal Breakout
11. Tunnel Vision
12. D. Train - You're The One For Me - 5:53
13. Freestylers - Now Is The Time - 4:47
14. Bulletproof - 110 degrees - 7:05
15. Dogzilla - Dogzilla - 8:30
16. Buzzcocks - Ever Fallen In Love - 2:54

## Curiosità
L'attore Danny Dyer ha condotto nel 2007 la serie di documentari Ultras nel mondo: curve infuocate, andata in onda su Discovery Channel, sulla violenza nel calcio.